# Ligier JS43
Chronologie des modèles (1996)
Ligier JS41 Aucun
La Ligier JS43 est la monoplace de Formule 1 de l'écurie Ligier engagée lors de la saison 1996 de Formule 1. Elle est pilotée par le Français Olivier Panis, présent depuis 2 ans dans l'écurie et le Brésilien Pedro Diniz, en provenance de Forti Corse et dont la venue s'accompagne du commanditaire Parmalat qui s'affiche sur les monoplaces. Le pilote d'essais est le Britannique Kelvin Burt. La JS43, comme sa devancière, est équipée d'un moteur Mugen-Honda.

## Historique
La JS43, conçue par Frank Dernie avec l'assistance d'André de Cortanze, est une forte évolution de la Ligier JS41. Cependant le manager Tony Dowe et l'actionnaire majoritaire Tom Walkinshaw ont quitté l'équipe à la suite d'un différend avec le fondateur Guy Ligier, ce qui facilite par ailleurs le rachat de l'écurie par Alain Prost.
Malgré ces départs, la voiture répond aux attentes malgré des problèmes de freinage ressentis par les pilotes. Olivier Panis réussit à remporter son unique Grand Prix à Monaco, bénéficiant entre autres des nombreux abandons de ses rivaux, ce qui constitue la première victoire de l'écurie française depuis le Grand Prix du Canada 1981, remporté par Jacques Laffitte. Panis termine le championnat en neuvième position avec treize points tandis que Diniz se classe quinzième avec deux points.
Malgré ses succès, la monoplace n'a pas souvent été à l'arrivée : sans sa victoire-surprise à Monaco, Panis n'aurait inscrit que trois points au championnat où il se serait classé quatorzième. Diniz, qui a cassé quatre moteurs en six courses, a quant à lui été victime d'un effroyable accident lorsque sa voiture pris feu durant le Grand Prix d'Argentine.

## Engagement auTrofeo Indoor di Formula 1
Les 7 et 8 décembre 1996, Ligier participe pour la première fois au Trofeo Indoor di Formula 1, une épreuve d'exhibition organisée en marge du Motor Show de Bologne, une exposition internationale reconnue par l'Organisation internationale des constructeurs automobiles qui se tient dans les salons de la foire de Bologne. Bien que l'épreuve soit baptisée indoor, la piste, d'une longueur de 1 300 mètres, est située à l'extérieur des locaux de l'exposition. Pour cette neuvième édition, Ligier affronte l'écurie Benetton Formula, dont c'est la première participation à cette compétition, et la Scuderia Minardi, une habituée de l'épreuve.
La Scuderia Minardi engage deux monoplaces M195B confiées à deux pilotes titulaires, l'Italien Giovanni Lavaggi et le Brésilien Tarso Marques,. Ligier confie deux exemplaires de sa JS43 à l’un de ses pilotes titulaires, Olivier Panis, ainsi qu'au Japonais Shinji Nakano, récemment recruté par l'écurie française,. Enfin, Benetton fait appel aux Italiens Giancarlo Fisichella, ancien pilote Minardi en 1996 et Jarno Trulli remplaçant de Fisichella au sein de l'écurie italienne en 1997, pour piloter la Benetton B196,.
Lors du tour préliminaire, Jarno Trulli se classe premier devant son coéquipier, Giancarlo Fisichella. Le pilote Minardi Giovanni Lavaggi prend la troisième place, suivi par le pilote Ligier Shinji Nakano. Tarso Marques et Olivier Panis terminent respectivement en cinquième et sixième positions. Bien que Nakano soit qualifié pour la phase finale de l'épreuve, sa monoplace est trop endommagée et il laisse sa place à Marques. Les deux pilotes Ligier sont donc éliminés de la compétition.

## Résultats en championnat du monde de Formule 1

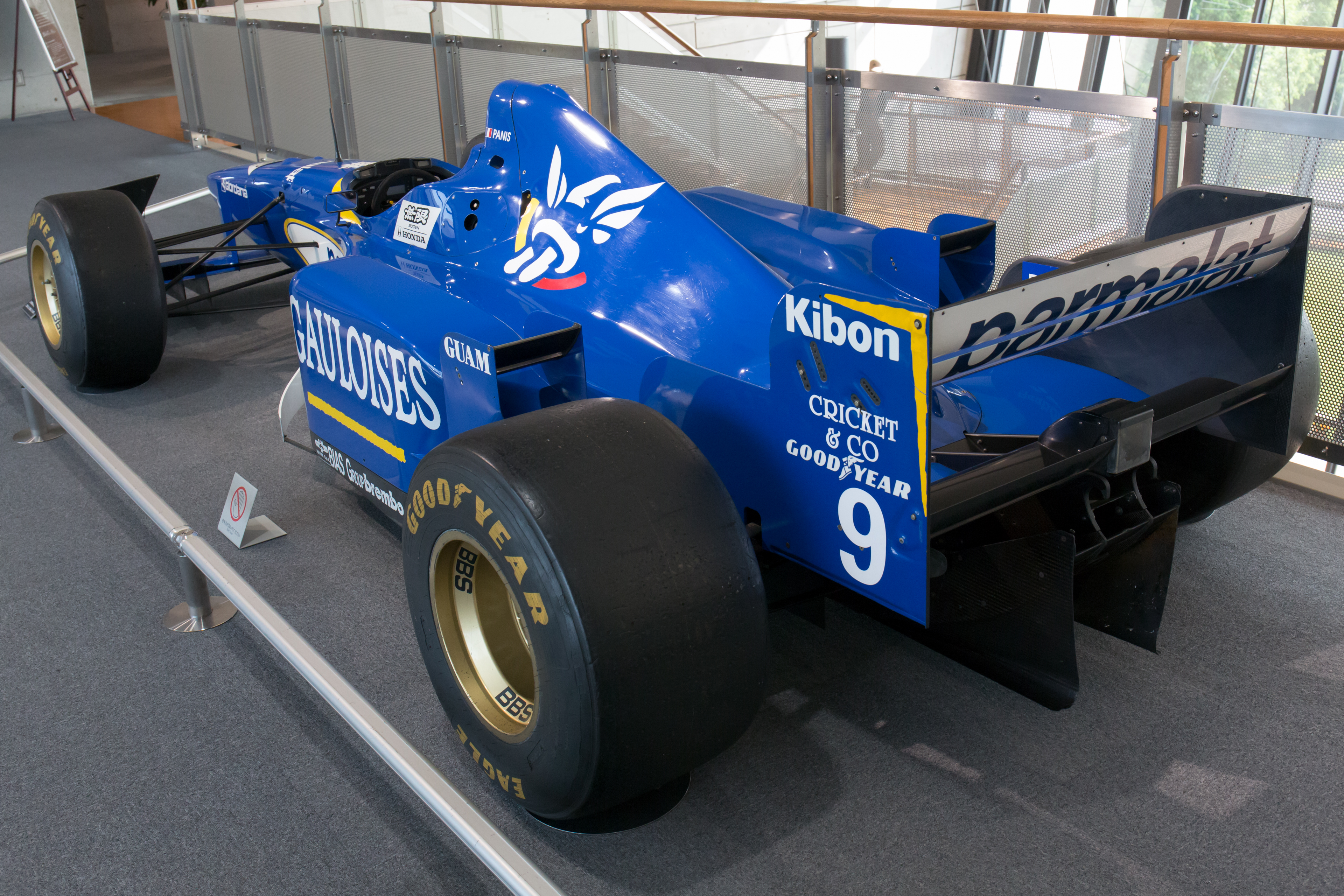
La partie arrière de la Ligier JS43 de Panis, en exposition.

| Saison | Écurie                          | Moteur                   | Pneus    | Pilotes       | Courses | Courses | Courses | Courses | Courses | Courses | Courses | Courses | Courses | Courses | Courses | Courses | Courses | Courses | Courses | Courses | Points inscrits | Classement |
| Saison | Écurie                          | Moteur                   | Pneus    | Pilotes       | 1       | 2       | 3       | 4       | 5       | 6       | 7       | 8       | 9       | 10      | 11      | 12      | 13      | 14      | 15      | 16      | Points inscrits | Classement |
| ------ | ------------------------------- | ------------------------ | -------- | ------------- | ------- | ------- | ------- | ------- | ------- | ------- | ------- | ------- | ------- | ------- | ------- | ------- | ------- | ------- | ------- | ------- | --------------- | ---------- |
| 1996   | Équipe Ligier Gauloises Blondes | Mugen-Honda MF-301HA V10 | Goodyear |               | AUS     | BRÉ     | ARG     | EUR     | SMR     | MON     | ESP     | CAN     | FRA     | GBR     | ALL     | HON     | BEL     | ITA     | POR     | JAP     | 15              | 6e         |
| 1996   | Équipe Ligier Gauloises Blondes | Mugen-Honda MF-301HA V10 | Goodyear | Olivier Panis | 7e      | 6e      | 8e      | Abd     | Abd     | 1er     | Abd     | Abd     | 7e      | Abd     | 7e      | 5e      | Abd     | Abd     | 10e     | 7e      | 15              | 6e         |
| 1996   | Équipe Ligier Gauloises Blondes | Mugen-Honda MF-301HA V10 | Goodyear | Pedro Diniz   | 10e     | 8e      | Abd     | 10e     | 7e      | Abd     | 6e      | Abd     | Abd     | Abd     | Abd     | Abd     | Abd     | 6e      | Abd     | Abd     | 15              | 6e         |

Légende : ici 

## Résultats duTrofeo Indoor di Formula 1
| Position | Pilote               | Écurie             | Points |
| -------- | -------------------- | ------------------ | ------ |
| 1        | Jarno Trulli         | Benetton-Renault   | 18     |
| 2        | Giancarlo Fisichella | Benetton-Renault   | 14     |
| 3        | Giovanni Lavaggi     | Minardi-Ford       | 10     |
| 4        | Shinji Nakano        | Ligier-Mugen-Honda | 8      |
| 5        | Tarso Marques        | Minardi-Ford       | 6      |
| 6        | Olivier Panis        | Ligier-Mugen-Honda | 2      |

|  | Demi-finales         | Demi-finales     |                      |   | Finale | Finale |
|  | Demi-finales         | Demi-finales     |                      |   | Finale | Finale |
|  |                      |                  |                      |   |        |        |
|  |                      |                  |                      |   |        |        |
|  |                      |                  |                      |   |        |        |
|  | Giancarlo Fisichella | 2                |                      |   |        |        |
|  | Giancarlo Fisichella | 2                |                      |   |        |        |
|  | Tarso Marques        | 0                |                      |   |        |        |
|  | Tarso Marques        | 0                | Giancarlo Fisichella | 2 |        |        |
|  |                      |                  | Giancarlo Fisichella | 2 |        |        |
|  |                      | Giovanni Lavaggi | 0                    |   |        |        |
|  | Jarno Trulli         | Giovanni Lavaggi | 0                    | 0 |        |        |
|  | Jarno Trulli         |                  |                      | 0 |        |        |
|  | Giovanni Lavaggi     | 2                |                      |   |        |        |
|  | Giovanni Lavaggi     | 2                |                      |   |        |        |